# Héctor Pellegrini
Héctor Pellegrini (Quiroga (Buenos Aires), provincia de Buenos Aires, 6 de agosto de 1931-Mar del Plata, 1 de noviembre de 1999) fue un actor de cine, teatro y televisión argentino con una extensa trayectoria artística.

## Actividad artística
Contaba que su vocación por la actuación había surgido mirando las caras de los famosos en las portadas de Radiolandia. A los 19 años llegó a Buenos Aires desde su pequeña localidad natal, para estudiar teatro, y al mismo tiempo trabajaba en un banco. Consiguió su primera participación en Mi querida Ruth, en el teatro Versalles y luego de egresar del Conservatorio Nacional, obtuvo un papel menor junto a Pedro Escudero en Los seis días. A instancias de un amigo probó suerte en la televisión, donde obtuvo algunas oportunidades, pero la vocación del actor requería del teatro y fue así que transitó varios escenarios, hasta que en 1965 integró con Daniel Cherniavsky, Beatriz Mátar, Norman Briski y Jorge Frisszon una cooperativa que estrenó Historias para ser contadas, de Osvaldo Dragún en una pequeña sala de Maipú al 400, con gran éxito de crítica y de público. 
Esa obra fue el trampolín que le abrió las puertas del cine en un momento en que el séptimo arte argentino necesitaba de rostros nuevos que combinasen la ternura con la reciedumbre. Debutó en Alias Gardelito (1961) dirigido por Lautaro Murúa y siguió actuando en varias películas más, incluyendo La terraza (1963), bajo la dirección de Leopoldo Torre Nilsson. Su primer protagónico Un lugar al sol (1965) dir. Diego Minitti en pareja con María Cristina Laurenz. El rostro y la figura del actor -sonrisa tierna o patética, ojos soñadores, gestos rudos o lánguidos- hicieron que el director Rodolfo Kuhn lo eligiera para protagonizar Pajarito Gómez, de nuevo con María Cristina Laurenz, esa poética historia de un hombre simple que se convierte en un ídolo popular. Sobre su actuación en este filme comentaría el crítico King en el diario El Mundo: “está exacto en el conformismo y la impavidez con que se entrega al destino que otros le fijaron.”
Luego siguió trabajando en otros filmes tan recordados como aquel: Quebracho y La Patagonia rebelde de 1974, Camila en 1984 y Adiós Roberto en 1985. No había dejado el teatro, y se lució en obras como La Celestina,  La vuelta al hogar,  Caramela de Santiago, Don Elías, campeón y Billy el mentiroso. 
La televisión permitió mostrar la ductilidad de Pellegrini en la representación de personajes dramáticos o humorísticos. Participó en telenovelas populares como Pobre diabla (1973) y Tu rebelde ternura (1975), programas de suspenso como la miniserie El pulpo negro (1985) y de humor como Hay que educar a papá (1981).
En 1972 se prohibió representar Regreso al hogar, de Harold Pinter, que protagonizaban Pellegrini, Sergio Renán y Julia von Grolman y desde 1974 las amenazas de la Alianza Anticomunista Argentina primero y la reticencia de los funcionarios del Proceso luego hicieron que pasara a integrar la lista negra de los artistas que en la práctica no podían trabajar. Hasta 1982 trabajó en la secretaría de cultura de la Asociación Argentina de Actores. 
En 1989, al salir de un ensayo, sufrió una hemiplejia y no mucho después se trasladó a Mar del Plata, donde se radicó y se dedicó a la enseñanza en tanto luchaba por su recuperación. Afectado por un cuadro de bronconeumonía bilateral agravado por diabetes descompensada con insuficiencia renal aguda, Pellegrini fue ingresado al Hospital Español de aquella ciudad pero no pudo superar un segundo accidente cerebrovascular y falleció tres días después, el 1° de noviembre de 1999.

## Filmografía
- Los amores de Kafka (1988) dir. Beda Docampo Feijóo
- La cruz invertida (1985) dir. Mario David
- Los gatos (Prostitución de alto nivel) (1985) dir. Carlos Borcosque (hijo)
- Adiós, Roberto (1985) dir. Enrique Dawi
- Camila (1984) dir. María Luisa Bemberg.... Comandante Soto
- Volver (1982) dir. David Lipszyc
- Queridas amigas (1980) dir. Carlos Orgambide
- Desde el abismo (1980) dir. Fernando Ayala
- El Fausto criollo (1979) dir. Luis Saslavsky
- Los pequeños aventureros (1977) dir. Daniel Pires Mateus
- Saverio el cruel (1977) dir. Ricardo Wullicher
- Sola (1976) dir. Raúl de la Torre
- Tú me enloqueces (1976) dir. Sandro
- Los chantas (1975) dir. José Martínez Suárez
- La película (1975) dir. José María Paolantonio
- Difunta Correa (1975) dir. Hugo Reynaldo Mattar
- La Patagonia rebelde (1974) dir. Héctor Olivera.... Capitán Arzeno
- Quebracho (1974) dir. Ricardo Wullicher
- Si se calla el cantor (1973) dir. Enrique Dawi
- Heroína (1972) dir. Raúl de la Torre
- Bajo el signo de la patria (1971) dir. René Mugica
- Los neuróticos (1971) dir. Héctor Olivera
- Paula contra la mitad más uno (1971) dir. Néstor Paternostro
- El santo de la espada (1970) dir. Leopoldo Torre Nilsson.... Eusebio Soto
- Fuiste mía un verano (1969) dir. Eduardo Calcagno
- El proyecto (1969) dir. Juan José Stagnaro
- Huracanes en la carretera o Turismo de carretera (1968) dir. Rodolfo Kuhn
- Humo de marihuana (1968) dir. Lucas Demare .... 'Sopapo' Martínez
- Ufa con el sexo (1968) dir. Rodolfo Kuhn
- Los traidores de San Ángel (1967) dir. Leopoldo Torre Nilsson.... Voz de Maurice Evans
- Noche terrible o El ABC del amor (segundo episodio) (1967) dir. Rodolfo Kuhn
- La muchacha del cuerpo de oro (1967) dir. Diego Minitti.... Juan Carlos
- Máscaras en otoño (1966) dir. Diego Minitti
- Pajarito Gómez o El ídolo (1965) dir. Rodolfo Kuhn.... Pajarito Gómez
- Los tímidos visten de gris (1965) dir. Jorge Darnell
- Un lugar al sol (1965) dir. Diego Minitti
- El encuentro (1964) dir. Diego Minitti
- Sombras en el cielo (1964) dir. Juan Berend
- Aconcagua (rescate heroico) (1964) dir. Leo Fleider
- La terraza (1963) dir. Leopoldo Torre Nilsson.... Alberto
- Dar la cara (1962) dir. José A. Martínez Suárez
- La flor de Irupé (1962) dir Alberto Dubois
- Los inconstantes (1962) dir. Rodolfo Kuhn
- Alias Gardelito (1961) dir. Lautaro Murúa

## Televisión
- Hombres de ley (1987) Serie
- Clave de Sol (1987) Serie .... Alberto
- Tiempo cumplido (1987) Serie .... Dr. Gutiérrez
- El pulpo negro (1985) miniserie .... Páramo
- Coraje mamá (1985) Serie .... Gerardo
- Hay que educar a papá (1981) Serie
- Barracas al sur (1981) Serie
- Llévame contigo (1982) Serie
- Trampa para un soñador (1980) Serie .... Beto
- Tu rebelde ternura (1975) Serie .... Oscar
- Pobre diabla (1973) Serie .... Pichón